# Batman: The Telltale Series
Batman: The Telltale Series ist ein am 2. August 2016 veröffentlichtes Computerspiel des Entwicklers Telltale Games.

## Spielprinzip
Batman: The Telltale Series ist ein in fünf Episoden aufgeteiltes Videospiel über die Comicfigur Bruce Wayne, die ebenfalls die Maske von Batman trägt. Dabei spielt der Spieler etwa über die Hälfte der Spieldauer die Figur Bruce Wayne und die andere Hälfte in dessen Alter Ego Batman, wobei der Spieler für vereinzelte Situationen selbst entscheiden kann, ob er als Batman oder als Bruce Wayne aktiv ist. Im Computerspiel, das eine nicht fotorealistische Adaption darstellt, soll der Spieler in der modern gestalteten Stadt Gotham selbst Entscheidungen treffen können, die den Verlauf der Handlung beeinflussen. Der Fokus ist auf die Dialoge und auf Quick-Time-Events gesetzt.

## Produktionsnotizen
Im Rahmen der Game Awards im Dezember 2015 kündigte Telltale Games mit einem Video das Episodenspiel Batman: The Telltale Series an. Kevin Bruner, Geschäftsführer von Telltale Games, gab dabei bekannt, dass der Spieler das Doppelleben des Milliardärs Bruce Wayne, der während der Nacht in einem Fledermauskostüm als Batman gegen Kriminelle kämpft, nachspielt. Während des South by Southwest Festivals im März 2016 verkündete Telltale, dass das Spiel eine Geschichte darstellt, die unabhängig von anderen Geschichten rund um die Figur Batman ist. Zudem wurde bestätigt, dass Telltale an einer deutlich überarbeiteten Engine arbeitet, die bis zum Release von Batman: The Telltale Series Verwendung finden soll.
Im Juni 2016 wurden die ersten Bilder zum Videospiel veröffentlicht. Dabei sind Batman, Catwoman und das Batmobil zu sehen. Zudem wurde bekannt gegeben, dass Troy Baker die Synchronisation von Batman alias Bruce Wayne übernimmt, während Enn Reitel seinen Butler Alfred Pennyworth spielt. Am 19. Juli 2016 folgte, ausgenommen dem Ankündigungsvideo, der erste Trailer zum Spiel.
Mitte Juli 2016 wurde bekannt gegeben, dass die erste Episode zu Batman: The Telltale Series am 2. August 2016 als Download für PlayStation 3, PlayStation 4, Xbox 360, Xbox One, Windows, macOS, iOS und Android erscheinen werde. Zudem ist am 13. September 2016 das Spiel in den Vereinigten Staaten für den Einzelhandel erschienen, wo das Spiel als Disc-Version verkauft wird, wobei lediglich die erste Folge darauf enthalten ist und die restlichen vier Episoden mittels eines Season-Passes heruntergeladen werden müssen. In Europa erschien diese Version drei Tage nach dem US-Release.

## Fortsetzung
Im Juli 2017 kündigte Telltale eine zweite Staffel an, die den Titel The Enemy Within trägt und im August 2017 startete. Im Mittelpunkt steht ein Konflikt mit dem Joker.